# Sjevernokorejska ženska rukometna reprezentacija
Sjevernokorejska ženska rukometna reprezentacija predstavlja državu DNR Koreju u športu rukometu.

## Nastupi naAP
- bronca: 1993., 2000.
- 4. mjesto: 1991., 1999.